# Auguste de Saxe-Gotha-Altenbourg (1747-1806)
Pour les articles homonymes, voir Auguste de Saxe-Gotha-Altenbourg (homonymie).
Le prince Auguste de Saxe-Gotha-Altenbourg (14 août 1747 à Gotha – 28 septembre 1806 à Gotha) est un prince allemand de Saxe-Gotha-Altenbourg de la Maison de Wettin et un mécène des arts au cours du Siècle des Lumières.

## Biographie
Il est le plus jeune enfant de Frédéric III de Saxe-Gotha-Altenbourg et de son épouse Louise-Dorothée de Saxe-Meiningen. Leur mère donne à Auguste et son frère Ernest une bonne éducation en littérature, en science et en Caméralisme. Lui et Ernest sont également rendus dans les Pays-Bas et l'Angleterre, entre 1768 et 1769.
Les parents d'Auguste ont prévu de le destiner à une carrière militaire, mais il l'abandonne en 1769, en passant son régiment d'infanterie à son neveu Frédéric. Il fait ensuite un Grand Tour en Italie, de 1771 à 1777 et fait la connaissance de Voltaire à Genève. En 1777, il est également à Londres comme l'un des trois parrains et marraines de Sophie du Royaume-Uni, sa cousine germaine.
Considéré comme un prince des Lumières, à l'esprit ouvert et progressif, il rassemble un cercle littéraire autour de lui, dans son palais de Gotha à partir de 1778. Il est également considéré comme l'un des plus importants traducteur de la littérature française dans la Classicisme de Weimar. Il a aussi une correspondance suivie avec Johann Wolfgang von Goethe, Johann Gottfried Herder et Christoph Martin Wieland, dont il est le mécène et qui lui dédie son Oberon.